# Canton de Saint-André-les-Alpes
Le canton de Saint-André-les-Alpes est une ancienne division administrative française située dans le département des Alpes-de-Haute-Provence et la région Provence-Alpes-Côte d'Azur.

## Composition
- À l'origine, il était composé de neuf communes : Saint-André, La Mure, Argens, Peyresq, La Colle-Saint-Michel (rattachées à Thorame-Haute), Allons, Angles, Courchons (rattachée à Saint-André) et Moriez.

- Le canton de Saint-André-les-Alpes regroupait six communes :

| Nom                               | Code Insee | Intercommunalité                              | Population (dernière pop. légale) |
| --------------------------------- | ---------- | --------------------------------------------- | --------------------------------- |
| Saint-André-les-Alpes (chef-lieu) | 04173      | CC Alpes Provence Verdon - Sources de Lumière | 958 (2014)                        |
| Allons                            | 04005      | CC Alpes Provence Verdon - Sources de Lumière | 149 (2014)                        |
| Angles                            | 04007      | CC Alpes Provence Verdon - Sources de Lumière | 62 (2014)                         |
| Lambruisse                        | 04099      | CC Alpes Provence Verdon - Sources de Lumière | 99 (2014)                         |
| Moriez                            | 04133      | CC Alpes Provence Verdon - Sources de Lumière | 218 (2014)                        |
| La Mure-Argens                    | 04136      | CC Alpes Provence Verdon - Sources de Lumière | 344 (2014)                        |

## Histoire
- Le canton s'appelait Saint-André-de-Méouilles jusqu'au début du XXe siècle.

- À la suite du décret du 24 février 2014, le canton a fusionné avec celui de Castellane, fin mars 2015, pour les élections départementales de 2015[1].

## Administration

### Conseillers généraux de 1833 à 2015
| Période                                  | Période          | Identité                                                | Étiquette          | Qualité |
| ---------------------------------------- | ---------------- | ------------------------------------------------------- | ------------------ | --- |
| 1833                                     | 1839             | Auguste Anne François d'Ailhaud de Méouille (1781-1865) |                    | Sous-intendant militaire Maire de Méouilles                                                                                            |
| 1848                                     | 1861             | Alexandre Allibert                                      |                    | Procureur du Roi à Digne Propriétaire, négociant, maire de Digne (1852-1857)                                                           |
| 1861                                     | 1877             | Auguste Honnorat                                        | Droite légitimiste | Maire de Saint-André-de-Méouilles |
| 1877                                     | 1880 (décès)     | Charles Ferdinand de Bigault de Casanove                | Républicain        | Ancien chef de bataillon du Génie Propriétaire à Digne                                                                                 |
| 1880                                     | 1890 (décès)     | Honoré Pascal                                           |                    | Négociant à Saint-André-de-Méouilles                                                                                                   |
| 1891                                     | 1898             | Louis Daime (1828-1905)                                 | Républicain        | Ingénieur de la Compagnie PLM retraité Président de la Société historique et littéraire des Basses-Alpes Conseiller municipal de Digne |
| 1898                                     | 1904             | Charles Jules Rebuffel (1844-1908)                      |                    | Président du conseil général |
| 1904                                     | 1923 (décès)     | Léon Honnorat (1851-1923)                               | Républicain        | Avocat puis avoué à Saint-André-les-Alpes Ancien conseiller général du canton d'Annot Président du Conseil Général                     |
| 1923                                     | 1940             | Auguste Honnorat (1871-1959)                            | RG                 | Notaire Maire de Saint-André-les-Alpes                                                                                                 |
|                                          |                  |                                                         |                    | |
| 1945                                     | 1955             | Louis Viglino                                           | SFIO               | Plombier à Saint-André-les-Alpes |
| 1955                                     | 1958 (démission) | Marcel-Edmond Naegelen                                  | SFIO               | Professeur Député du Bas-Rhin (1945-1951) Député des Basses-Alpes (1951-1958) Ministre (1946-1948)                                     |
| 8 février 1959                           | 1962 (décès)     | Francis Dozoul (1916-1962)                              | DVD                | Médecin à Saint-André-les-Alpes |
| 14 octobre 1962                          | 1985             | Flavien Raybaud (1913-2000)                             | SFIO puis PS       | Exploitant forestier à Saint-André-les-Alpes, maire d'Angles                                                                           |
| 1985                                     | 2015             | Jacques Boétti                                          | RPR puis UMP       | Agent immobilier, maire de Saint-André-les-Alpes (jusqu’en 2008)                                                                       |
| Les données manquantes sont à compléter. |                  |                                                         |                    | |

### Conseillers d'arrondissement (de 1833 à 1940)
| Période                                  | Période | Identité             | Étiquette   | Qualité |
| ---------------------------------------- | ------- | -------------------- | ----------- | --- |
| 1833                                     | 1848    | M. Honnorat          |             | Filateur de laine à Saint-André-les-Alpes                                                                   |
|                                          |         |                      |             | |
| 1895                                     |         | Joseph-Étienne Fabre | Républicain | Notaire à Saint-André-les-Alpes                                                                             |
|                                          |         |                      |             | |
| 1913                                     |         | Angelin Monge        |             | Propriétaire, maire d'Argens                                                                                |
|                                          |         |                      |             | |
|                                          | 1940    | Louis Bourillon      |             | |
| 1940                                     |         |                      |             | Les conseils d'arrondissement ont été suspendus par la loi du 12 octobre 1940 et n'ont jamais été réactivés |
| Les données manquantes sont à compléter. |         |                      |             | |

## Démographie
| 1962  | 1968  | 1975  | 1982  | 1990  | 1999  | 2006  | 2011  | 2012  |
| ----- | ----- | ----- | ----- | ----- | ----- | ----- | ----- | ----- |
| 1 306 | 1 501 | 1 434 | 1 407 | 1 371 | 1 463 | 1 672 | 1 748 | 1 778 |

## Sources